# Comuna Türi
Türi  (în germană Turgel) este o comună (vald) din Comitatul Järva, Estonia. 
Comuna cuprinde un oraș -Türi, care este reședință, 2 târgușoare (alevik) și 35 de sate. Localitatea a fost locuită de germanii baltici.

## Localități componente

### Târgușoare
- Oisu (în germană Oiso; localitatea a fost locuită de germanii baltici)
- Särevere (în germană Serrefer; localitatea a fost locuită de germanii baltici)

### Sate
- Arkma
- Jändja
- Kabala (în germană Kabbal; localitatea a fost locuită de germanii baltici)
- Kahala
- Karjaküla
- Kirna
- Kolu (în germană Kollo; localitatea a fost locuită de germanii baltici)
- Kurla
- Kärevere
- Laupa
- Lokuta
- Meossaare
- Metsaküla
- Mäeküla
- Näsuvere
- Ollepa
- Pala
- Pibari
- Poaka
- Põikva
- Rassi
- Raukla
- Retla
- Rikassaare
- Saareotsa
- Sagevere
- Taikse
- Tori
- Tännassilma
- Türi-Alliku (în germană Allenküll; localitatea a fost locuită de germanii baltici)
- Vilita
- Villevere
- Väljaotsa
- Äiamaa
- Änari